# 604

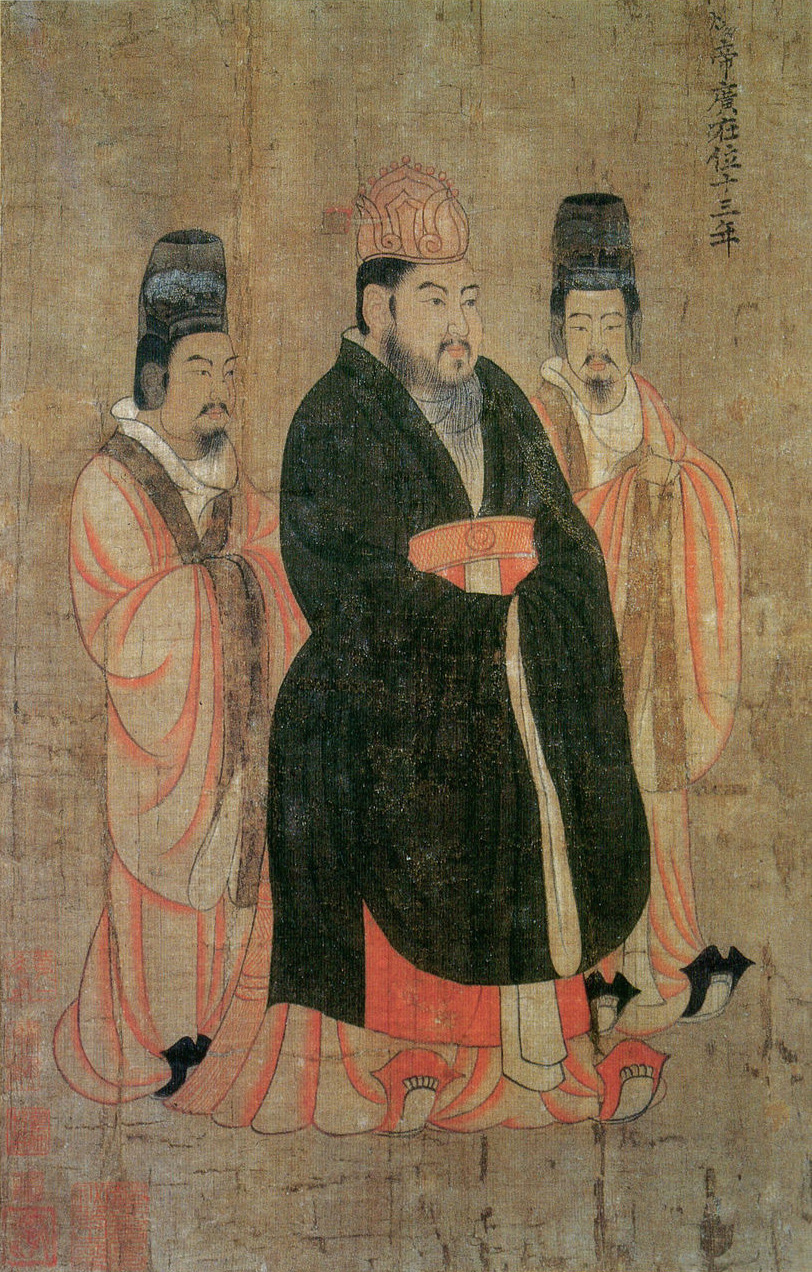
Keizer Yang Di van de Sui-dynastie (r. 604-618)

Het jaar 604 is het 4e jaar in de 7e eeuw volgens de christelijke jaartelling.

## Gebeurtenissen

### Europa
- Koningin Brunhilde stuurt haar hofmeier Bertoald op een inspectiereis langs de Seine om belasting te innen voor Bourgondië. Koning Chlotharius II probeert dit te verhinderen en stuurt een Frankisch leger onder aanvoering van Landericus om de binnendringende Bourgondiërs te verslaan. Bertoald moet zich terugtrekken naar Orléans.
- 11 november - Koning Theudebert II van Austrasië en zijn jongere broer Theuderik II verslaan bij Étampes de troepen van Chlotharius II. Hij voert vredesonderhandelingen en moet vrijwel het gehele gebied van Neustrië afstaan. Brunhilde, die haar kleinzoon Theuderik volledig domineert, zet de rivaliserende broers tegen elkaar op.
- Koning Aethelfrith van Bernicia verovert Deira (Engeland) en verenigt beide landen samen tot het koninkrijk Northumbria. Prins Edwin, rechtmatig troonopvolger van Deira, vlucht naar het hof van koning Iago van Gwynedd (Wales).
- Saebert (r. 604-616) volgt zijn vader Sledda op als koning van Essex. Volgens een beschrijving van Mellitus wordt het Angelsaksische koninkrijk voor het eerst genoemd.
- Koning Agilulf laat zijn 2-jarige zoon Adoald tot mede-koning benoemen. Hij wordt volgens de traditie van de Longobarden op het schild gehesen.

### Azië
- Yang Di (r. 604-618) volgt zijn vader Wen Di op als keizer van de Sui-dynastie. Hij vestigt zijn residentie in Luoyang en bouwt in Yangzhou een tweede keizerlijk paleis. Hiervoor worden twee miljoen arbeiders ingezet. Verder laat Yang Di het geplande systeem van kanalen tussen Beijing en Hangzhou aanleggen, waardoor de Noordchinese vlakte wordt verbonden met de Yangtze-vallei door waterwegen.
- Prins-regent Shotoku vaardigt de "Constitutie van de Zeventien Artikelen" (Jūshichijō no Kenpō 十七条憲法) uit, een document dat bekendstaat als de eerste Japanse grondwet – een verzameling van boeddhistische en confucianistische uitspraken. De adel wordt gedwongen een ethische gedragscode te volgen.

## Religie
- Sabinianus (r. 604-606) volgt Gregorius I ("de Grote") op na een 14-jarig pontificaat en wordt de 65e paus van Rome.
- Koning Ethelbert van Kent geeft opdracht voor de bouw van de St. Paul's Cathedral in Londen. (waarschijnlijke datum)

## Geboren
- Oswald, koning van Northumbria (waarschijnlijk geboortejaar - overleden 642)

## Overleden
- 12 maart - Gregorius I (64), paus van de Katholieke Kerk
- 26 mei - Augustinus van Canterbury, aartsbisschop (of 605)
- 4 november - Yohl Ik'nal, ahau (koningin) van de Maya-stadstaat Palenque
- Bertoald, hofmeier van Bourgondië
- Wen Di (63), keizer van het Chinese Keizerrijk